# Мятный суп
Мятный суп — одно из традиционных блюд испанской провинции Жирона. Техника приготовления проста: суп представляет собой отвар мяты колосистой в воде, куда обычно добавляется яйцо. Блюдо употребляют в горячем виде, при подаче к нему добавляют черствый хлеб.
По легенде, этот суп придумала для бедных и больных домоправительница каталонского святого Нарцисса, знаменитая повариха и изобретательница блюд жиронской кухни.